# Ernest Francisco Fenollosa
Ernest Francisco Fenollosa (Salem, Massachusetts, 1853. február 18. – London, 1908. szeptember 21.) amerikai művészettörténész, japanológus.

## Munkássága
A Meidzsi-Japánba látogató vagy ott dolgozó nyugati tudósok egyik legnagyobbika, katalán-amerikai pedagógus, aki 1878-tól 1890-ig filozófiát és politikai gazdaságtant adott elő a Tokió Egyetemen, többek közt olyan nevezetességeknek, mint Cuboucsi Sójó és Kanó Dzsigoró, legjelentősebb tette azonban, hogy a Nyugat felé forduló, sokszor azt majmoló Japánt felrázta és tudatára ébresztette óriási kulturális (ez esetben képzőművészeti) örökségének s megőrzése fontosságának. Szenvedélyes előadásai nyomán ragadt rá „a művészet bodhiszattvája” becenév. 
Amikor 1890-ben hazament Bostonba, ahová hatalmas japán képgyűjteménye is került, Meidzsi császár saját kezűleg akasztotta nyakába a Szent Tükör-rendet, mondván: „Ön megismertette népemmel annak művészetét. Megparancsolom, hogy nagyszerű hazájába visszatérve ismertesse meg honfitársaival is.” 
Fő műve, a kétkötetes Epochs of Chinese and Japanese Art 1912-ben jelent meg, de írt könyvet a fametszetekről és a nószínházról is, utóbbit irodalmi hagyatékának gondozója, Ezra Pound rendezte sajtó alá.